# Тинамуви
Тинамувите, наричани още скритоопашати (Tinamidae) са семейство птици, единствени в разред Тинамуподобни. Те са едни от най-древните видове птици. Най-близкият им друг разред са Щраусоподобните с които образуват групата Paleognathae (всички останали актуално съществуващи видове птици се включват в групата Neognathae).

## Общи сведения
Най-старите открити фосили от Тинамуподобни датират от преди около 10 млн. години. На външен вид напомнят представителите на разредите Кокошоподобни или Жеравоподобни. Кила на гръдната кост е добре развит, както е добре развита и летателната мускулатура. Строежа на скелета, перата и вътрешните органи е особен и типичен единствено за разреда. Размерите им варират от подобни на врабче (11 – 12 см дължина на тялото) докъм кокошка (около 40 см дължина на тялото). Оперението е предимно с маскировъчен цвят. Задният пръст на краката е закърнял или липсва, самите крака са силни и добре развити. Опашните пера са много къси и скрити, от където и идва названиети Скритоопашати. Човката е къса и заострена, подобна на видовете от разред Кокошоподобни. Крилете са къси и закръглени, летят лошо и на къси разстояния, но за сметка на това бягат бързо и ловко. Нямат изразен полов диморфизъм. В разреда се включват около 45 вида.

## Разпространение
Срещат се в Южна Америка и Мексико. Повечето от видовете обитават тропичните гористи райони.

## Начин на живот и хранене
Водят предимно нощен начин на живот и са много трудни за наблюдение. Живеят основно на земята, като някои видове нощуват по дърветата. Водят самотен начин на живот, с изключение на размножителния период, когато някои видове образуват ята. Всеядни, хранят се основно с насекоми, дребни безгръбначни, семена и плодове.

## Размножаване
Женските са по-едри от мъжките. Сред Тинамуподобните се срещат всички видове комбинации от полигамия, моногамия и полиандрия. Мъти мъжкият, като яйцата могат да са от различни женски, които могат да снасят и в гнезда на различни мъжки. Една женска снася от 1 до 15 яйца. Яйцата са едри, блестящи, едноцветни и могат да бъдат при различните видове, жълти, зелени, сини, сиви, червени или черни. Мъжката птица мъти около 20 дни, и макар че малките се излюпват достатъчно развити, за да могат да се придвижват и хранят сами, се грижи за тях, докато не станат самостоятелни.

## Допълнителни сведения
В някои страни са ловен обект. Повечето от видовете живеят и се размножават добре на затворено.

## Списък на родовете

### Семейство Tinamidae
1. Crypturellus Brabourne & Chubb, 1914
2. Eudromia Geoffroy Saint-Hilaire, 1832
3. Nothocercus Bonaparte, 1856
4. Nothoprocta Sclater & Salvin, 1873
5. Nothura Wagler, 1827
6. Rhynchotus Spix, 1825
7. Taoniscus Gloger, 1842
8. Tinamotis Vigors, 1837
9. Tinamus Hermann, 1783